# (33823) 2000 CQ1
2000 CQ1 (asteroide 33823) é um asteroide da cintura principal. Possui uma excentricidade de 0.02329620 e uma inclinação de 2.78290º.
Este asteroide foi descoberto no dia 3 de fevereiro de 2000 por Maura Tombelli e Andrea Boattini em San Marcello.